# Bosco Hogan
John Bosco Hogan (* März 1949 in Drogheda) ist ein irischer Schauspieler.

## Leben und Karriere
Hogan startete seine TV-Karriere als Dr. Michael Ryan in der Fernsehsendung Ballykissangel. Er spielte eine kleine Rolle als verurteilter Verbrecher George Saden in John Boormans Film Zardoz (1974), aber seine erste größere Filmrolle war die des Stephen Dedalus in Joseph Stricks A Portrait of the Artist as a Young Man (1977), einer Verfilmung des gleichnamigen Romans von James Joyce. Zu seinen späteren Filmrollen gehören The Outsider (1980), Screamtime (1983), Im Namen des Vaters (1993), Evelyn (2002) und King Arthur (2004). Im Fernsehen spielte er 1977 Jonathan Harker in der TV-Version von Graf Dracula an der Seite von Louis Jourdan, 1979 Frederick, Duke of York in Der Prinzregent und 1981 Edward Ferrars in der Verfilmung von Sense and Sensibility. In mehreren Folgen der Fernsehsendung The Chief (1995) war er ein leitender Polizist.
Im Sommer 2005 trat Hogan in dem Stück A Cry from Heaven von Vincent Woods am Abbey Theatre auf. In der 2007 ausgestrahlten Staffel der Fernsehserie Die Tudors spielte er den Heiligen John Fisher. In Die Borgias (2011) porträtierte er als Alessandro Piccolomini erneut einen Kardinal. Hogan tritt auch in der fünften Staffel der Fernsehserie Vikings (2017) als Lord Abbot des Klosters Lindisfarne und in der Nachfolgeserie Vikings: Valhalla (2022) als Æthelred der Unberatene auf.
Mit seiner markanten Stimme arbeitet er regelmäßig als Synchronsprecher für Werbe- und Firmenkunden in Irland.

## Filmografie (Auswahl)

### Kino
- 1974: Zardoz
- 1977: A Portrait of the Artist as a Young Man
- 1980: The Outsider
- 1983: Screamtime
- 1993: Im Namen des Vaters
- 2002: Evelyn
- 2004: King Arthur
- 2014: The Inquiry
- 2016: The Flag
- 2018: We Have Always Lived in the Castle
- 2020: Legionnaire's Trail
- 2021: The Last Duel

### Fernsehen
- 1977: Count Dracula
- 1979: Der Prinzregent
- 1981: Sense and Sensibility
- 1995: The Chief
- 2011: Die Borgias
- 2013: Vikings
- 2017: Die Tudors
- 2018: Finding Joy
- 2020: Miss Scarlet and the Duke
- 2022: Vikings: Valhalla

## Theater (Auswahl)
- 2005: A Cry from Heaven